# أدولف هولم
أدولف هولم (و. 1830 – 1900 م) هو مؤرخ، وأستاذ جامعي ألماني، ولد في لوبيك، توفي في فرايبورغ، عن عمر يناهز 70 عاماً.